# Hydraena kilimandjarensis
Hydraena kilimandjarensis är en skalbaggsart som beskrevs av Régimbart 1906. Hydraena kilimandjarensis ingår i släktet Hydraena och familjen vattenbrynsbaggar. Inga underarter finns listade i Catalogue of Life.